# Count Machuki
Count Machuki (nascido Winston Cooper, 1939 – 1992), foi o primeiro DJ jamaicano. Apesar de pouco conhecido e esquecido no meio de tantos outros nomes, influenciou nomes como King Stitt, U Roy, Dennis Alcapone, Prince Far I, Dillinger, Lone Ranger entre outros deejays da Jamaica.
Foi o inventor do reggae scorcher, que influenciou na criação de outros estilos musicais, como o dancehall, o ragga e o hip hop.

## História
Começou sua carreira em 1950 como seletor do sistema de som Tom The Great Sebastian, na época que a música mais tocada na Jamaica era o R&B americano.
Passou por outros sistemas de som até chegar ao Sir Coxsone Downbeat onde alcançou o ápice da sua carreira. Começou repetindo chamadas para festas nas introduções das músicas e percebeu que as pessoas gostavam de um mestre de cerimônias, não feliz em só repetir as mesmas coisas Machuki começou a compor suas próprias falas, assim ganhando muitos admiradores.
Foi ele quem começou com os chamados peps, o famoso som vocal repetido diversas vezes acompanhando a batida da música, muito popular no ska. A pronuncia mais próxima seria algo como "Chika-a-took-Chika-a-took-Chika-a-took", bem notável em sua música "Movements".
Os peps criados por Count Machuki são as raízes do que nós conhecemos hoje como beat box.
No final dos anos 60, devido a pouco retorno financeiro ou reconhecimrnto pelo seu trabalho, ele abandona a indústria musical. Ele aparece no documentário Deep Roots Music do final dos anos 70, junto com Sir Lord Comic.
Mesmo sendo tão importante na história da musica jamaicana Count Machuki nunca gravou um disco, possui apenas alguns sons gravados que são difíceis de se encontrar.